# Bottenutskov
Bottenutskov kallas ett dammutlopp (dammlucka), som sitter under den fria vattenytan. Då bottenutskovets våta tvärsnittsarea är konstant, blir flödet proportionellt mot höjdskillnaden uppströms och nerströms utloppet. Således är bottenutskov en lämplig flödesanordning när det gäller att reglera vattenföringen i ett vattendrag. Gäller det däremot att hålla en fast vattennivå i en damm, är ett överfallsvärn en betydligt bättre lösning.

## Allmän formel
{\displaystyle v=\mu \cdot {\sqrt {2\cdot g\cdot (h_{2}-h_{1})}}} (v-form)
{\displaystyle q=\mu \cdot A\cdot {\sqrt {2\cdot g\cdot (h_{2}-h_{1})}}} (q-form)
där
v = Hastighet (m/s)
μ = Utströmningskoefficient (-)
g = Tyngdacceleration (m/s2)
h = Uppmätt höjd (m)
q = Flöde (m³/s)
A = Bottenutskovets våta tvärsnittsarea (m²)